# 2016年环西自行车赛
2016年环西自行车赛是第71届环西自行车赛，于2016年8月20日至9月11日进行，此次比赛是2016年UCI世界巡回赛的其中一站比赛。比赛共分为21个赛段，起点位于森列，终点位于马德里。
共有22支车队参加此次比赛，其中18支车队为世界职业车队，另外4支车队则为洲际职业车队。最终来自移动之星车队的哥伦比亚车手奈洛·金塔纳获得此次比赛的总冠军，成为史上第二位获得环西自行车赛总冠军的哥伦比亚选手。来自天空车队的克里斯·弗鲁姆以1分23秒之差获得第二名。金塔纳的同胞，来自Orica–BikeExchange车队的Esteban Chaves则获得第三名。